# اولسهمن
شهر اولسهمن (به سوئدی: Ulricehamn) در ناحیه شهری اولسهمن در کشور سوئد واقع شده‌است. جمعیت این شهر ۱۵۱۸٫۱۶  نفر است.